# Anania gracilis
Anania gracilis là một loài bướm đêm trong họ Crambidae.